# Diocesi di Yamoussoukro
La diocesi di Yamoussoukro (in latino Dioecesis Yamussukroensis) è una sede della Chiesa cattolica in Costa d'Avorio suffraganea dell'arcidiocesi di Bouaké. Nel 2022 contava 151.000 battezzati su 1.424.000 abitanti. È retta dal vescovo Joseph Kakou Aka.

## Territorio
La diocesi comprende il dipartimento di Yamoussoukro, nella regione dei Laghi, in Costa d'Avorio.
Sede vescovile è la città di Yamoussoukro, dove si trovano la cattedrale di Sant'Agostino e l'imponente basilica di Nostra Signora della Pace.
Il territorio è suddiviso in 27 parrocchie.

## Storia
La diocesi è stata eretta il 6 marzo 1992 con la bolla Ad aptius prospiciendum di papa Giovanni Paolo II, ricavandone il territorio dall'arcidiocesi di Bouaké. Originariamente era suffraganea dell'arcidiocesi di Abidjan.
Il 19 dicembre 1994 è entrata a far parte della provincia ecclesiastica dell'arcidiocesi di Bouaké.

## Cronotassi dei vescovi
Si omettono i periodi di sede vacante non superiori ai 2 anni o non storicamente accertati.
- Bernard Agré † (6 marzo 1992 - 19 dicembre 1994 nominato arcivescovo di Abidjan)
- Paul-Siméon Ahouanan Djro, O.F.M. † (6 dicembre 1995 - 12 gennaio 2006 nominato arcivescovo coadiutore di Bouaké)
- Joseph Aké Yapo (21 luglio 2006 - 22 novembre 2008 nominato arcivescovo di Gagnoa)
- Marcellin Yao Kouadio (1º luglio 2009 - 25 aprile 2018 nominato vescovo di Daloa)
  - Sede vacante (2018-2022)[1]
- Joseph Kakou Aka, dal 28 dicembre 2022

## Statistiche
La diocesi nel 2022 su una popolazione di 1.424.000 persone contava 151.000 battezzati, corrispondenti al 10,6% del totale.
| anno | popolazione | popolazione | popolazione | presbiteri | presbiteri | presbiteri | presbiteri                | diaconi | religiosi | religiosi | parrocchie |
| anno | battezzati  | totale      | %           | numero     | secolari   | regolari   | battezzati per presbitero | diaconi | uomini    | donne     | parrocchie |
| ---- | ----------- | ----------- | ----------- | ---------- | ---------- | ---------- | ------------------------- | ------- | --------- | --------- | ---------- |
| 1999 | 88.000      | 672.939     | 13,1        | 35         | 19         | 16         | 2.514                     |         | 23        | 45        | 13         |
| 2000 | 89.000      | 684.360     | 13,0        | 36         | 28         | 8          | 2.472                     | 1       | 10        | 61        | 13         |
| 2001 | 90.000      | 685.000     | 13,1        | 43         | 28         | 15         | 2.093                     | 2       | 18        | 63        | 14         |
| 2002 | 92.160      | 685.840     | 13,4        | 44         | 30         | 14         | 2.094                     | 2       | 19        | 68        | 14         |
| 2003 | 123.567     | 955.662     | 12,9        | 40         | 32         | 8          | 3.089                     | 2       | 14        | 68        | 14         |
| 2004 | 125.651     | 958.782     | 13,1        | 45         | 35         | 10         | 2.792                     | 2       | 15        | 62        | 14         |
| 2010 | 133.800     | 1.106.925   | 12,1        | 48         | 36         | 12         | 2.787                     | 2       | 18        | 79        | 19         |
| 2014 | 138.125     | 1.143.359   | 12,1        | 59         | 37         | 22         | 2.341                     | 1       | 39        | 94        | 21         |
| 2017 | 141.384     | 1.147.827   | 12,3        | 77         | 48         | 29         | 1.836                     |         | 55        | 96        | 23         |
| 2020 | 148.270     | 1.208.200   | 12,3        | 86         | 61         | 25         | 1.724                     | 1       | 57        | 80        | 26         |
| 2022 | 151.000     | 1.424.000   | 10,6        | 88         | 63         | 25         | 1.715                     | 1       | 62        | 95        | 27         |